# Wabasca 166B
Wabasca 166B är ett reservat i Kanada.   Det ligger i provinsen Alberta, i den centrala delen av landet, 2 900 km väster om huvudstaden Ottawa. Wabasca 166B ligger vid sjön North Wabasca Lake.
I omgivningarna runt Wabasca 166B växer i huvudsak blandskog. Runt Wabasca 166B är det mycket glesbefolkat, med 2 invånare per kvadratkilometer.